# Medgar Evers College

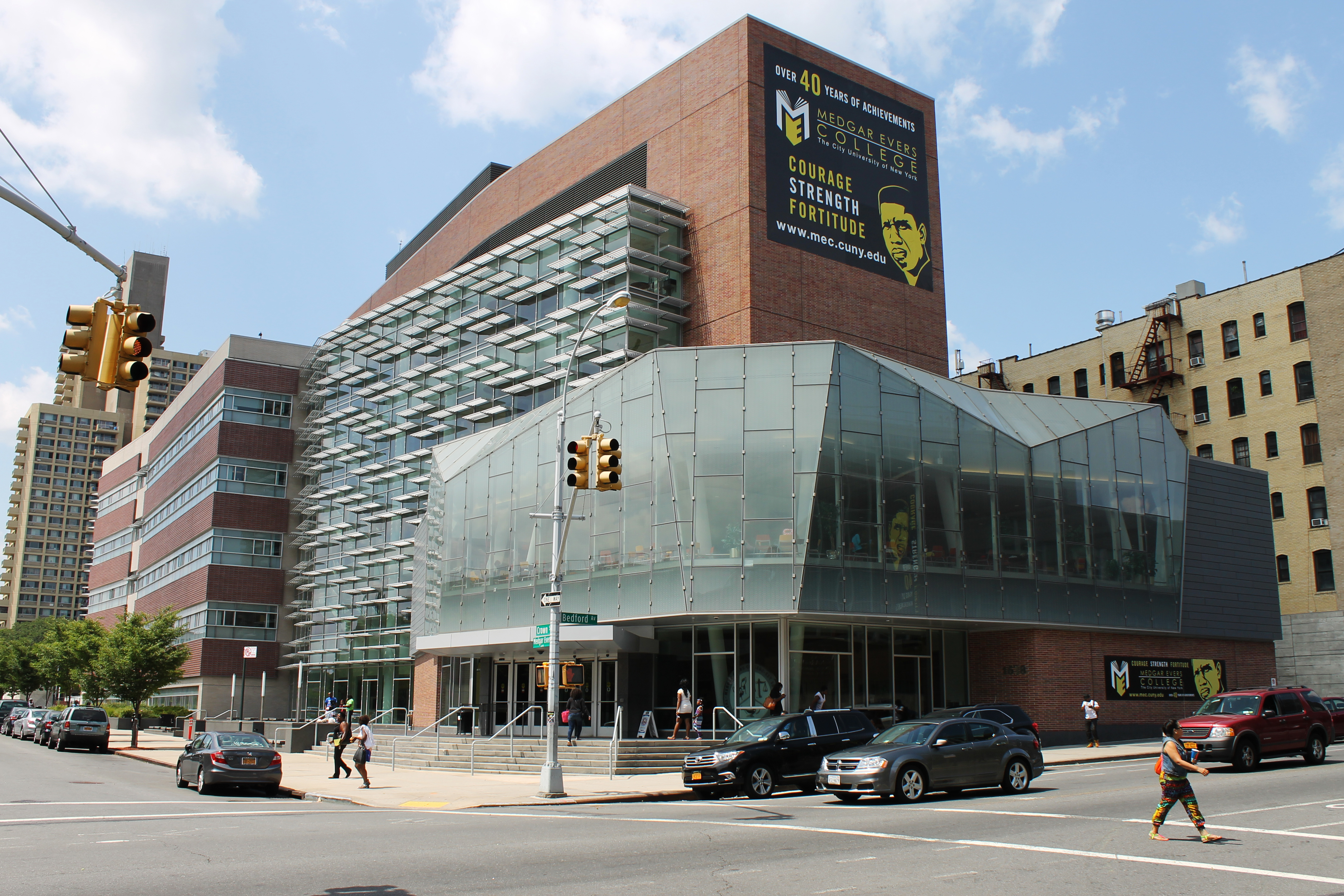
Le Medgar Evers College de Brooklyn.

Le Medgar Evers College est un établissement d'enseignement supérieur rattaché à l'université de la ville de New York, à Brooklyn.
Il est officiellement créé en 1970 et nommé d'après Medgar Evers, un dirigeant des droits civiques afro-américains qui a été assassiné en 1963.